# 阿尔塞堡
阿尔塞堡是巴西米纳斯吉拉斯州的一个市镇。总面积162.46平方公里，总人口7994人，人口密度49.2人/平方公里。